# Fort Lorette
 (novembre 2023).
Si vous disposez d'ouvrages ou d'articles de référence ou si vous connaissez des sites web de qualité traitant du thème abordé ici, merci de compléter l'article en donnant les références utiles à sa vérifiabilité et en les liant à la section « Notes et références ».

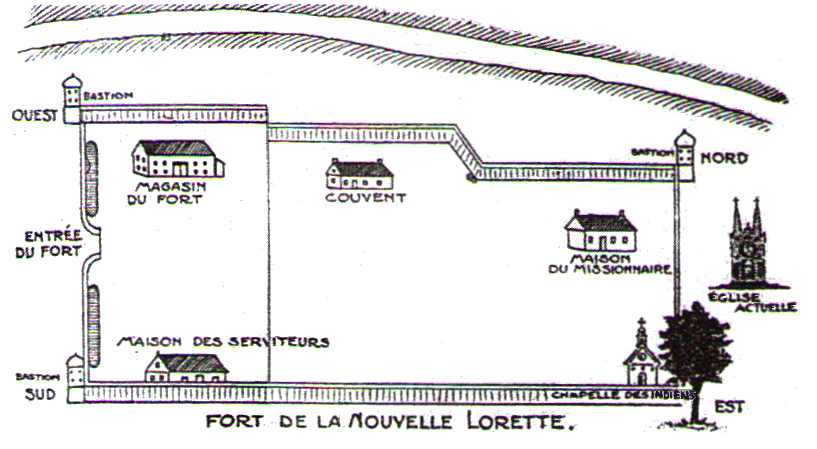
Croquis fait par l'abbé Georges Dugas, publié en 1912

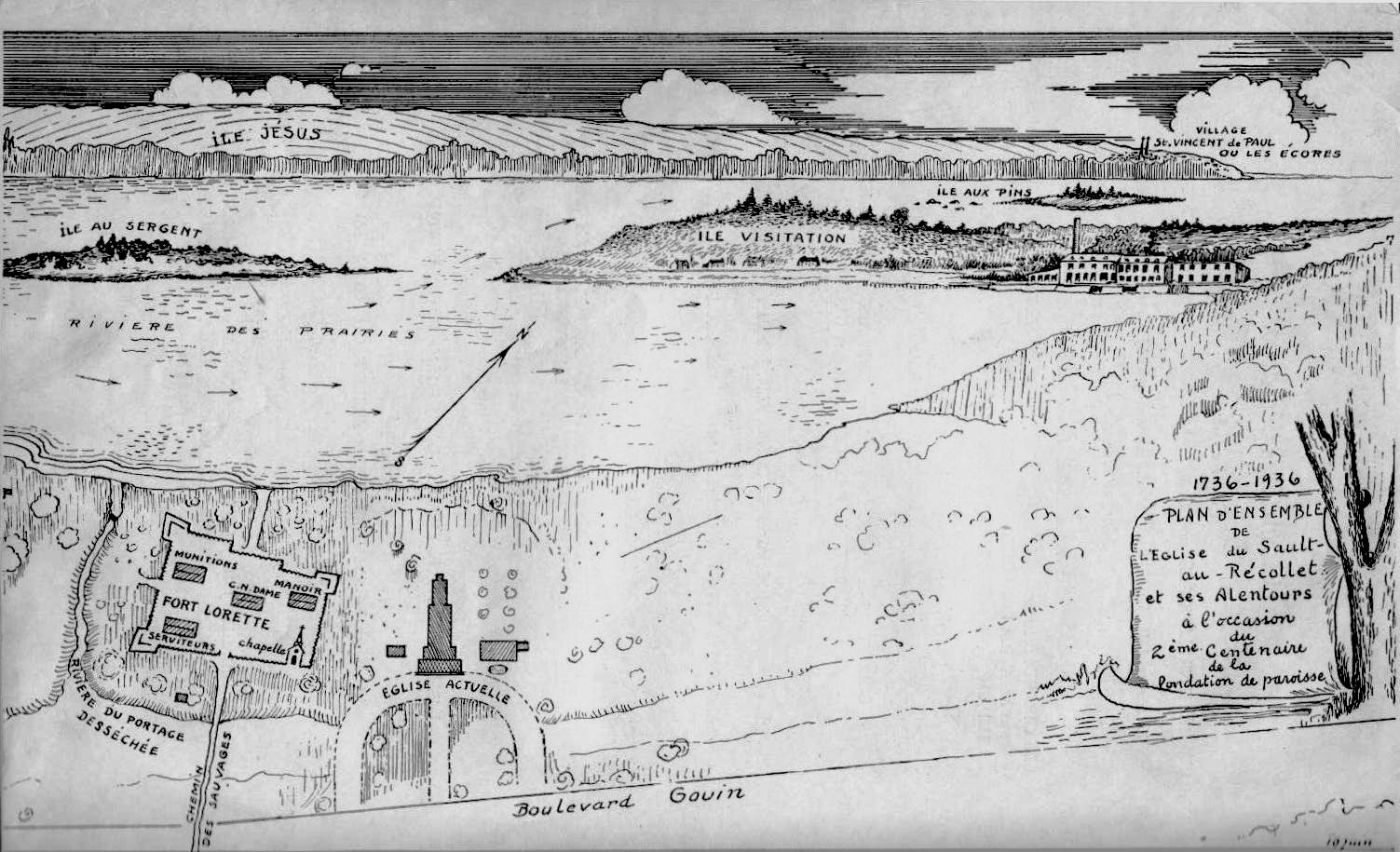
Le fort Lorette, l'église du Sault-au-Récollet et ses alentours dessiné en 1936

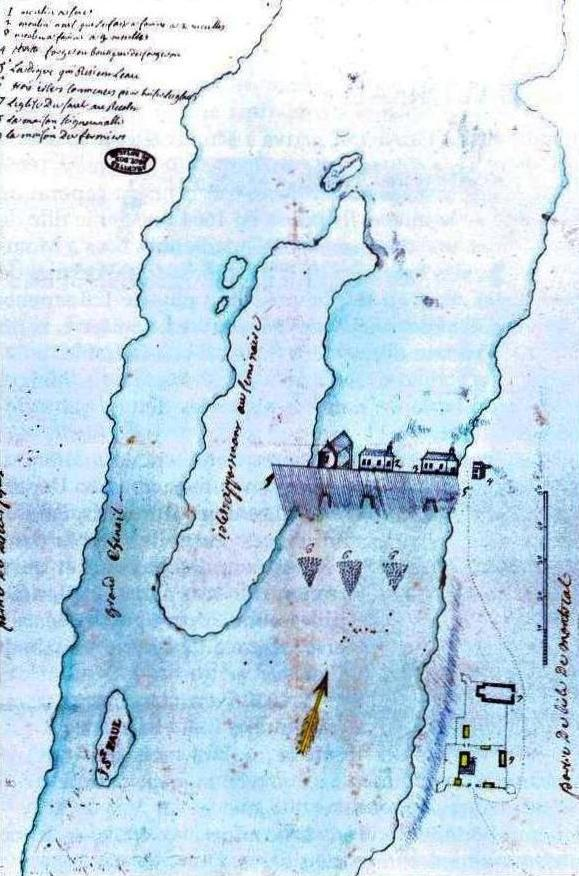
Sur ce plan de 1726, on aperçoit en bas à droite le fort Lorette

Le Fort Lorette était une mission d'évangélisation des autochtones située à Montréal.

## Histoire
En 1685, le Fort de la Montagne, situé aux abords du Mont Royal avait un problème d'alcoolisme. Pour contrôler l'accès à l'alcool, les Sulpiciens pensèrent éloigner la mission de la ville et ordonnèrent la construction d'un fort de l'autre côté de l'île, près de la rivière des Prairies. En septembre 1696 avait lieu le transport de la plupart des Indiens.
Le fort était situé à l'ouest de l'actuelle église de la paroisse de la Visitation du Sault-au-Récollet. En forme de quadrilatère, de 500 pieds sur 160, les angles munis de bastions en pierre, correspondant aux quatre points cardinaux; la chapelle était située à l'angle est et tenait lieu de bastion.
En 1716, le Séminaire projeta d'éloigner encore la mission et de la transporter sur les bords du lac des Deux-Montagnes. Le gouverneur et le roi accordèrent en 1717 une concession de 3 lieues et demie de front sur 3 lieues de profondeur à commencer au ruisseau qui tombe dans la Grande-Baie du lac des Deux-Montagnes à condition qu'il bâtira de pierre l'église et le fort dans le lieu où l'on doit transporter la mission des sauvages du Sault-au-Récollet. (Voir : Histoire de Kanesatake)

## Sources
- René Desrochers, Le Sault-au-Récollet, paroisse La Visitation, 1736-1936, Fêtes du 2e centenaire, Montréal, 1936, 159 p.
- René Tellier, La Visitation du Sault-au-Récollet, Photo-Litho Caro Inc., Éditeur, Montréal, 1983, 101 p.
- Louis De Kinder, Petite histoire du Sault-au-Récollet, publié à compte d'auteur, Montréal, 1996, 131 p.
- Marguerite Plourde Garand, La rivière des Prairies, de 1500 à nos jours, publié à compte d'auteur, Laval, 1986, 160 p.